# Верига (1899)
„Верига“ е вестник на революционен ученически кръжок в Солунската българска мъжка гимназия, издаван в 1899 година в Солун, Османската империя
Печата се на хектограф. Издаван е заедно с вестник „Сноп“ по време на Ученическия бунт.